# گوسهایم
گوسهایم (به آلمانی: Gosheim) یک شهر در آلمان است که در تاتلینگن واقع شده‌است. گوسهایم ۳٬۸۳۵ نفر جمعیت دارد.